# Radenthein
Radenthein (en slovène : Radenče) est une ville autrichienne du district de Spittal an der Drau en Carinthie. 

## Géographie
La commune est située dans les Alpes de Gurktal, dans une vallée au nord-ouest du lac Millstatt. 
La municipalité inclut les six communes cadastrales de Döbriach, Kaning, Laufenberg, Radenthein, St. Peter et Tweng.

## Historique

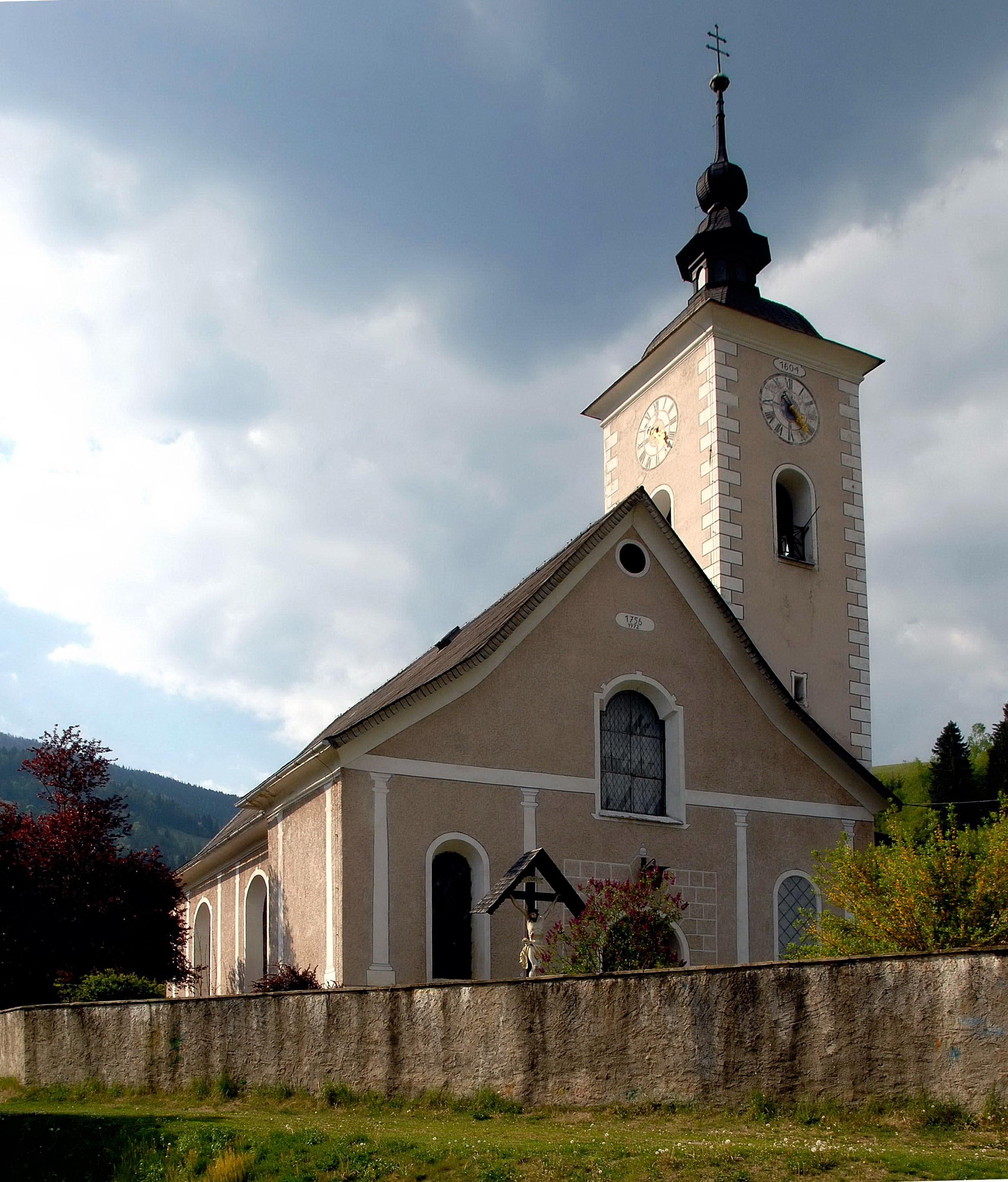
Église paroissiale de St-Nicholas.

Cette vallée forestière n'a pas été colonisée depuis les environs des années 1000. Radenthein lui-même mentionnait, dans un testament datant de 1177 intitulé villam Ratehtim, un domaine de l'abbaye de Millstatt jusqu'à sa dissolution au cours de la suppression de la Compagnie de Jésus en 1773. Les premiers moines bénédictins se sont mis à défricher les forêts et cultiver les domaines.
Les activités minières dans la région remontent au Moyen Âge ; cette zone est un gisement de minerais et de grenats. En 1908, de considérables gisements de magnésite, à présent exploités, ont été découverts. Radenthein a reçu le statut d'une ville en 1995.

## Politiques
L'assemblée municipale depuis les élections de 2021 :
- Parti populaire autrichien (ÖVP) : 14 ;
- Parti social-démocrate d'Autriche (SPÖ) : 6 ;
- Parti de la liberté d'Autriche (FPÖ) : 3.

## Jumelages
La ville de Radenthein est jumelée avec :
- Weiler/Rems, Schorndorf, Allemagne
- Ampezzo, Italie